# Horia, Neamț
Horia (în trecut, Elisabeta-Doamna) este satul de reședință al comunei cu același nume din județul Neamț, Moldova, România.

## Personalități
- Radu Timofte, senator